# Czatkobatrachus polonicus
Czatkobatrachus polonicus — вид викопних земноводних ряду Безхвості (Anura). Голотип (номер ZPal Ab.IV/7) був знайдений у вапняковому кар'єрі біля села Жатковіце у Польщі у кінці 70-х років XX століття командою дослідників Геологічного інституту Ягеллонського університету і датується раннім тріасом (бл. 250 млн років). Наразі голотип переданий на зберігання в Музей геології Інституту палеобіології у Кракові. 
Разом з родом Triadobatrachus є найдавнішими представниками ряду і належать до базальних його форм. Тварина була 5 см завдовжки та мала, ймовірно, коротких хвіст.